# Řád Luisin
Královský pruský řád Luisin (německy Königlich Preußischer Louisenorden), zkráceně také Řád Luisin (Louisenorden), byl pruský dámský řád. Založil ho roku 1814 pruský král Fridrich Vilém III. na paměť své zemřelé manželky, královny Luisy. Byl udělován v jediné třídě, a to za zásluhy při ošetřování raněných za války. Řád byl obnoven v letech 1850, 1865 a 1890, přičemž v roce 1865 byl králem Vilémem I. rozšířen o jeden stupeň, rozdělený na dvě třídy, a následně v roce 1901 Vilémem II. o velkokříž. Řád zanikl s pádem Německého císařství roku 1918.

## Vzhled řádu
Odznakem je zlatý tlapatý kříž vyvedený v černém smaltu. V jeho modrém kulatém středu je zobrazena zlatá iniciála L, která je obklopena několika hvězdičkami. Na zadní straně se nachází letopočet 1813/14, pozdější verze má 1848/49.
Barvy stuhy bílá s černými okraji. U druhého oddělení řádu po roce 1865 potom bílá s třemi černými proužky.

## Dělení a způsoby nošení
Řád byl původně udělován v jedné třídě. V roce 1865 začal být rozdělen na dvě oddělení řádu. Dosavadní zůstal nezměněn a k němu byl přidán druhý stupeň dělící se na dvě další třídy. V roce 1901 byl ještě přidán velkokříž.
- velkokříž – stříbrná hvězda s řádovým křížem uprostřed, nošená na levé straně hrudi (od 1901)
- 1. stupeň – odznak s mašlí,umístěný na levé strana hrudi
- 2. stupeň (od 1865)
  - 1. třída – odznakem je stříbrný kříž
  - 2. třída – odznakem je stříbrný nesmaltovaný kříž[1]

## Galerie

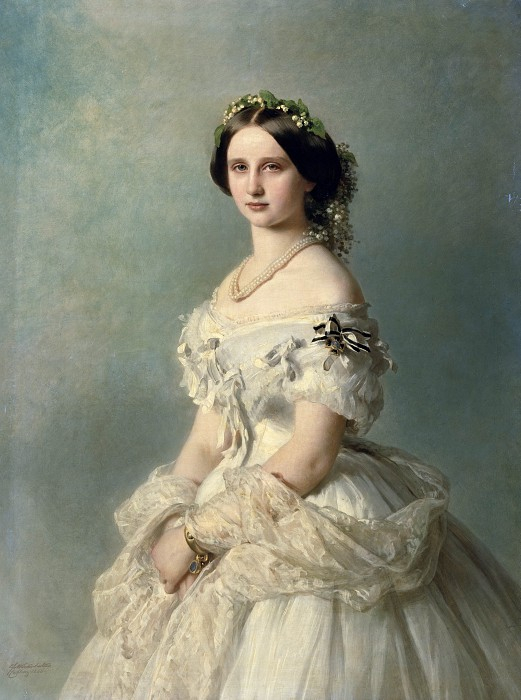
Princezna Luisa Pruská (1838–1923) s řádovým odznakem na mašli
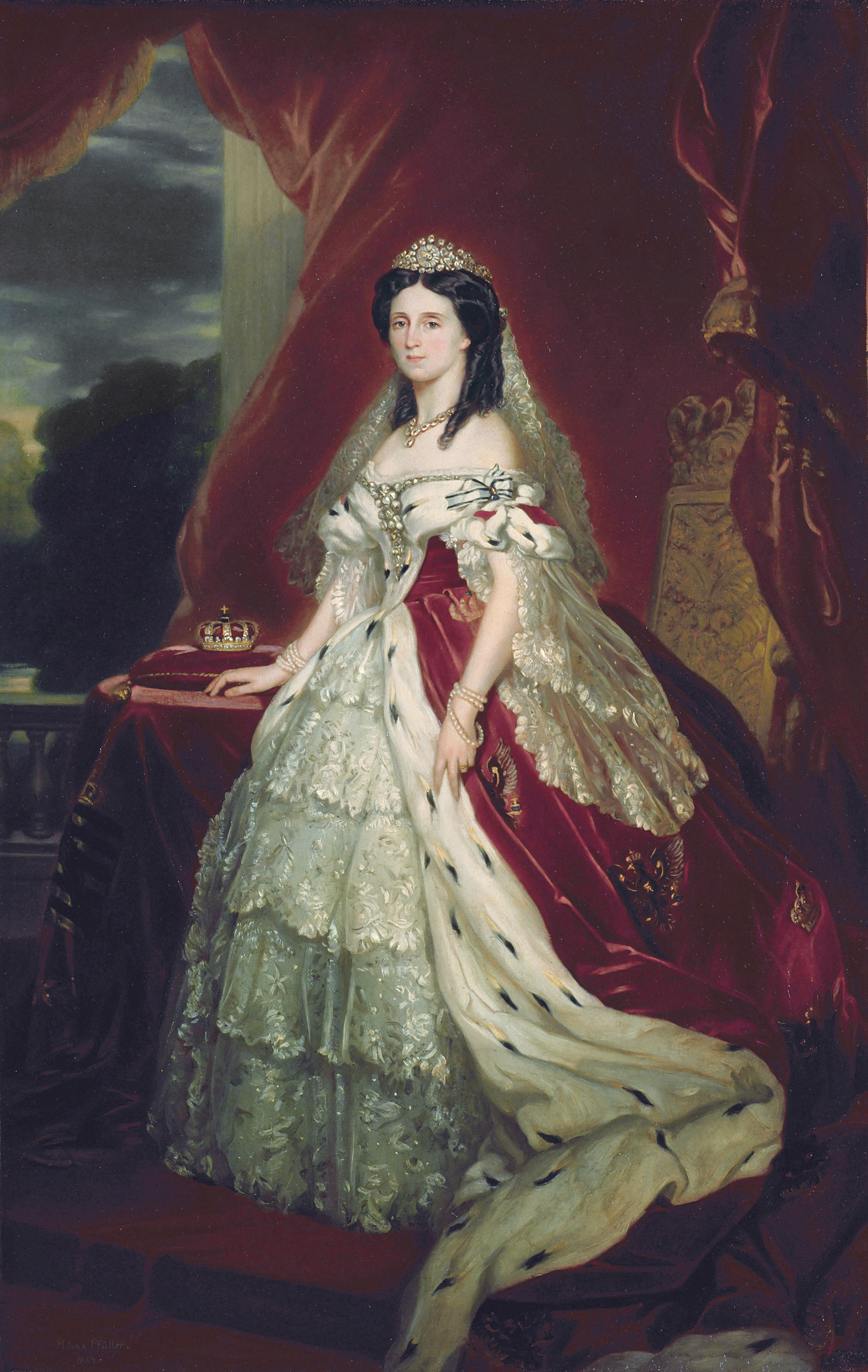
Císařovna Augusta Pruská (1811-1890) v majestátní róbě a s řádovým odznakem na mašli